# Natriumpolonid
Natriumpolonid, Na2Po ist eine chemische Verbindung aus der Gruppe der Polonide mit Natrium.

## Gewinnung und Darstellung
Die Reaktion von Polonium und Natriumhydroxid ergibt unter anderem Natriumpolonid.
{\displaystyle {\ce {3 Po + 6 NaOH -> 2 Na2Po + Na2PoO3 + 3 H2O}}}
Eine andere Möglichkeit wäre dieselbe Reaktion, nur anstelle des Polonium Bleipolonid zu benutzen.
{\displaystyle {\ce {PbPo + 4 NaOH -> Na2Po + Na2PbO2 + 2 H2O}}}

## Eigenschaften
Das Salz kristallisiert genauso wie Natriumtellurid im Anti-Calciumfluoridtyp, einem kubischen Kristallsystem mit der Raumgruppe Fm3m (Raumgruppen-Nr. 225). Der Gitterparameter liegt bei a = 7,473 ± 0,004 Å.